# Claudio Tobia
Claudio Tobia (Pescara, 19 luglio 1943 – Marsciano, 16 marzo 2024) è stato un calciatore e allenatore di calcio italiano, di ruolo centrocampista.
Collezionò 335 panchine nei campionati professionistici, con cinque promozioni all'attivo ed un breve trascorso in Serie A.

## Carriera

### Giocatore
Centrocampista cresciuto nel Pescara, nella stagione 1962-1963 giocò in Serie C; militò nella stessa categoria con la squadra abruzzese anche nella stagione 1964-1965.
Ebbe poi esperienze in terza serie con L'Aquila e nei dilettanti a Chieti, Nocera Inferiore, Nardò e Palma Campania.

### Allenatore
Soprannominato "il Cinghiale", allenò la Frattese nella stagione 1974-1975, la Casertana nel 1977-1978 (promozione in Serie C2), il Pescara nel 1979-1980, la Reggina nel 1983-1984 (promozione in Serie C1), il Catanzaro nel 1986-1987 (promozione in Serie B), la Salernitana nel 1987-1988, il Mantova nel 1991-1992, la Sambenedettese nel 1992-1993, la Narnese nel 1997-1998, il Latina nel 1998-1999, la Polisportiva Alghero nel 2005-2006, il Bastia nel 2006-2007. Il massimo palcoscenico della sua lunga carriera fu con l'Avellino quando, nel corso della stagione 1981-1982, da allenatore in seconda, esordì in Serie A al posto del dimissionario Luís Vinício, battendo il Napoli con il risultato di 3-0. Rimase quindi alla guida della squadra irpina fino al termine della stagione, così da totalizzare complessivamente 9 gettoni di presenza nella massima serie.
Con la Ternana collezionò 123 panchine tra Serie B, Serie C1, Serie C2 e Serie D, tanto da diventare l'allenatore con più panchine in rossoverde alle spalle di Corrado Viciani. L'inizio della lunga storia di Tobia a Terni si ebbe nell'estate del 1988, quando il neo-presidente Gambino, dopo aver rilevato una società sull'orlo del fallimento, lo chiamò alla guida della squadra. A fine stagione la Ternana giunse prima in classifica insieme alla Fidelis Andria e al Chieti. I pugliesi furono promossi per via della classifica avulsa, mentre Ternana e Chieti si giocarono la promozione in Serie C1 allo spareggio di Cesena, davanti a 14000 ternani e 2000 teatini. Ai rigori la Ternana ebbe la meglio, riuscendo quindi ad ottenere una promozione dopo 15 anni.
Rimase per altre due stagioni a Terni alla guida del club in Serie C1: nel 1989-1990 condusse la squadra all'8º posto finale, dopo aver anche guidato la classifica nella parte iniziale del campionato.
Nel 1990-1991, dopo alcune incomprensioni con i vertici societari, venne sostituito da Angelo Orazi già durante il girone d'andata, esattamente dopo la sconfitta (5-0) subita a Nola.
A Terni egli fece ritorno più tardi, prima con la squadra in Serie D nel 1993-1994 (durante questa stagione venne sostituito da Paolo Ammoniaci dopo la sconfitta interna per 1-0 subita allo scadere dal Teramo nello scontro diretto per la promozione in Serie C2), poi come allenatore delle giovanili. A più riprese fu quindi chiamato a sedere di nuovo sulla panchina della Ternana, prima nel 2001-2002 al posto di Andrea Agostinelli, quindi nel 2004-2005 in tre differenti occasioni, ovvero gli esoneri di Corrado Verdelli, Giovanni Vavassori e Fabio Brini (in totale furono 13 le sue panchine tra i cadetti).
Nella stagione calcistica 2008-2009 fu chiamato alla guida del Città di Castello, vedendosi esonerato già durante la preparazione estiva. Nel gennaio 2009 divenne allenatore della Grifo Attigliano nel campionato umbro di Promozione.
Nel 2013 divenne allenatore della squadra degli Allievi del Todi F.C.

## Palmarès

### Allenatore

#### Competizioni nazionali
- Serie C2: 1

Reggina: 1983-1984
- Serie C1: 1

Catanzaro: 1986-1987
- Campionato Nazionale Dilettanti: 1

Casertana: 1995-1996